# Lutas nos Jogos Pan-Americanos de 2015
As competições das lutas nos Jogos Pan-Americanos de 2015 foram realizadas entre 15 e 18 de julho no Centro Esportivo Mississauga, em Mississauga. A competição foi dividida entre as doze categorias da luta livre (seis no masculino e seis no feminino) e seis categorias da luta greco-romana (apenas para homens), totalizando dezoito eventos com distribuição de medalhas.

## Calendário
| Julho | 7 | 8 | 9 | 10 | 11 | 12 | 13 | 14 | 15 | 16 | 17 | 18 | 19 | 20 | 21 | 22 | 23 | 24 | 25 | 26 |
| ----- | - | - | - | -- | -- | -- | -- | -- | -- | -- | -- | -- | -- | -- | -- | -- | -- | -- | -- | -- |
| Lutas |   |   |   |    |    |    |    |    | 4  | 5  | 5  | 4  |    |    |    |    |    |    |    |    |

|  | Dia de competição |  | Dia de final |

## Medalhistas
Luta livre masculino
| Evento              | Ouro                                | Prata                             | Bronze                                                   |
| ------------------- | ----------------------------------- | --------------------------------- | -------------------------------------------------------- |
| Até 57 kg detalhes  | Yowlys Bonne CUB Cuba               | Angel Escobedo USA Estados Unidos | Pedro Mejías VEN Venezuela Emir Hernández COL Colômbia   |
| Até 65 kg detalhes  | Brent Metcalf USA Estados Unidos    | Franklin Maren CUB Cuba           | Franklin Gómez PUR Porto Rico Haislan Garcia CAN Canadá  |
| Até 74 kg detalhes  | Jordan Burroughs USA Estados Unidos | Yoan Blanco ECU Equador           | Liván López CUB Cuba Cristian Sarco VEN Venezuela        |
| Até 86 kg detalhes  | Reineris Salas CUB Cuba             | Jake Herbert USA Estados Unidos   | Jaime Espinal PUR Porto Rico Tamerlan Tagziev CAN Canadá |
| Até 97 kg detalhes  | Kyle Snyder USA Estados Unidos      | Arjun Gill CAN Canadá             | José Díaz VEN Venezuela Jesse Ruiz MEX México            |
| Até 125 kg detalhes | Zach Rey USA Estados Unidos         | Korey Jarvis CAN Canadá           | Andrés Ramos CUB Cuba Edgardo López PUR Porto Rico       |

Luta livre feminino
| Evento             | Ouro                              | Prata                       | Bronze                                                         |
| ------------------ | --------------------------------- | --------------------------- | -------------------------------------------------------------- |
| Até 48 kg detalhes | Genevieve Morrison CAN Canadá     | Thalía Mallqui PER Peru     | Carolina Castillo COL Colômbia Alyssa Lampe USA Estados Unidos |
| Até 53 kg detalhes | Whitney Conder USA Estados Unidos | Alma Valencia MEX México    | Betzabeth Argüello VEN Venezuela                               |
| Até 58 kg detalhes | Joice Silva BRA Brasil            | Yakelin Estornell CUB Cuba  | Yanet Sovero PER Peru Lissette Antes ECU Equador               |
| Até 63 kg detalhes | Braxton Stone CAN Canadá          | Katerina Vidiaux CUB Cuba   | Erin Clodgo USA Estados Unidos Jackeline Rentería COL Colômbia |
| Até 69 kg detalhes | Dori Yeats CAN Canadá             | María Acosta VEN Venezuela  | Diana Miranda MEX México                                       |
| Até 75 kg detalhes | Adeline Gray USA Estados Unidos   | Justina Distasio CAN Canadá | Aline Ferreira BRA Brasil Lisset Hechavarría CUB Cuba          |

Luta greco-romana masculino
| Evento              | Ouro                            | Prata                             | Bronze                                                                    |
| ------------------- | ------------------------------- | --------------------------------- | ------------------------------------------------------------------------- |
| Até 59 kg detalhes  | Andrés Montaño ECU Equador      | Ali Soto MEX México               | Spenser Mango USA Estados Unidos Cristóbal Torres CHI Chile               |
| Até 66 kg detalhes  | Wuileixis Rivas VEN Venezuela   | Bryce Saddoris USA Estados Unidos | Miguel Martínez CUB Cuba Mario Molina PER Peru                            |
| Até 75 kg detalhes  | Andrew Bisek USA Estados Unidos | Alvis Almendra PAN Panamá         | Carlos Muñoz COL Colômbia Juan Escobar MEX México                         |
| Até 85 kg detalhes  | Jon Anderson USA Estados Unidos | Querys Pérez VEN Venezuela        | Cristian Mosquera COL Colômbia Alan Vera CUB Cuba                         |
| Até 98 kg detalhes  | Yasmany Lugo CUB Cuba           | Kevin Mejía HON Honduras          | Luillys Pérez VEN Venezuela Davi Albino BRA Brasil                        |
| Até 130 kg detalhes | Mijaín López CUB Cuba           | Andrés Ayub CHI Chile             | Josué Encarnación DOM República Dominicana Robby Smith USA Estados Unidos |

## Doping
Luz Vázquez, da Argentina, originalmente ganhou a medalha de bronze na categoria até 69 kg da luta livre feminina, mas foi desclassificada em 20 de julho de 2015 após o resultado de seu antidoping testar positivo para o uso de hormônio e modulador metabólico.

## Quadro de medalhas
| Ordem | País                     | Medalha de ouro | Medalha de prata | Medalha de bronze |    |
| ----- | ------------------------ | --------------- | ---------------- | ----------------- | -- |
| 1     | USA Estados Unidos       | 8               | 3                | 4                 | 15 |
| 2     | CUB Cuba                 | 4               | 3                | 6                 | 13 |
| 3     | CAN Canadá               | 3               | 3                | 2                 | 8  |
| 4     | VEN Venezuela            | 1               | 2                | 5                 | 8  |
| 5     | ECU Equador              | 1               | 1                | 1                 | 3  |
| 6     | BRA Brasil               | 1               |                  | 2                 | 3  |
| 7     | MEX México               |                 | 2                | 3                 | 5  |
| 8     | PER Peru                 |                 | 1                | 2                 | 3  |
| 9     | CHI Chile                |                 | 1                | 1                 | 2  |
| 10    | HON Honduras             |                 | 1                |                   | 1  |
|       | PAN Panamá               |                 | 1                |                   | 1  |
| 12    | COL Colômbia             |                 |                  | 5                 | 5  |
| 13    | PUR Porto Rico           |                 |                  | 3                 | 3  |
| 14    | DOM República Dominicana |                 |                  | 1                 | 1  |
| TOTAL | TOTAL                    | 18              | 18               | 35                | 71 |